# Boulala (peuple)
Pour les articles homonymes, voir Boulala.

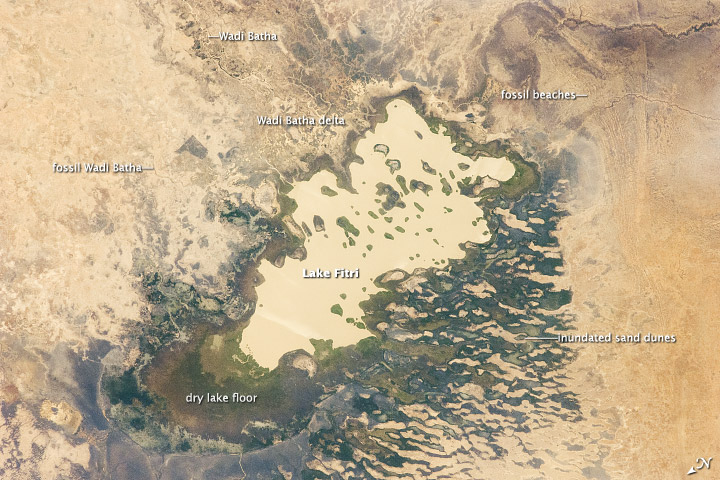
Lac fitri. Capture satellitaire.

Les Boulala ou Bilala sont une population musulmane qui vivent autour du lac Fitri, dans la région du Batha, au centre du Tchad. Ils étaient 136 629 au dernier recensement de 1993. Ils parlent une langue nilo-saharienne, divisée en quatre dialectes, très proche de celle de deux de leurs voisins, les Kuka et les Medogo. Ces trois ethnies forment le groupe Lisi et semblent descendre des anciens habitants du sultanat de Yao. 
Ils apparaissent au XIVe siècle, près du lac Fitri comme un clan nomade dirigée par des descendants de la dynastie Sefouwa. Installés à l'est de l'Empire du Kanem, ils brisent la puissance de l'empire. Après avoir chassé de sa capitale Njimi et tué le maï (roi) du Kanem Daoud (1377-1385), ils forcent son successeur Omar à migrer vers le Bornou. La contre-attaque du Kanem-Bornou par Idriss Alaoma un siècle plus tard les refoule à l'est. Ils restent une menace pour le Kanem-Bornou et se révoltent à plusieurs reprises avec l'aide des Toubou, puis finalement émigrent vers le Bahr el-Ghazal méridional et le Guétty. 
Leur chef Djil Essa Tubo les conduit alors vers le Fitri aux environs de 1530 pour fonder le sultanat de Yao. À la fin du XVIIIe siècle, le sultan Djourab el Kabir est vaincu et tué par les Barguimiens à Kabara. Le Fitri doit reconnaître la souveraineté du Ouadaï. Vingt sultans se succèdent à Yao depuis Djil Essa Tubo jusqu’à la mort d’Oumar Mahamat Abba, en juillet 1967 et l'avènement de Hassan Absakin.

## Sources
- Notes sur les Bilala du Fitri (PDF)